# Aartswoud

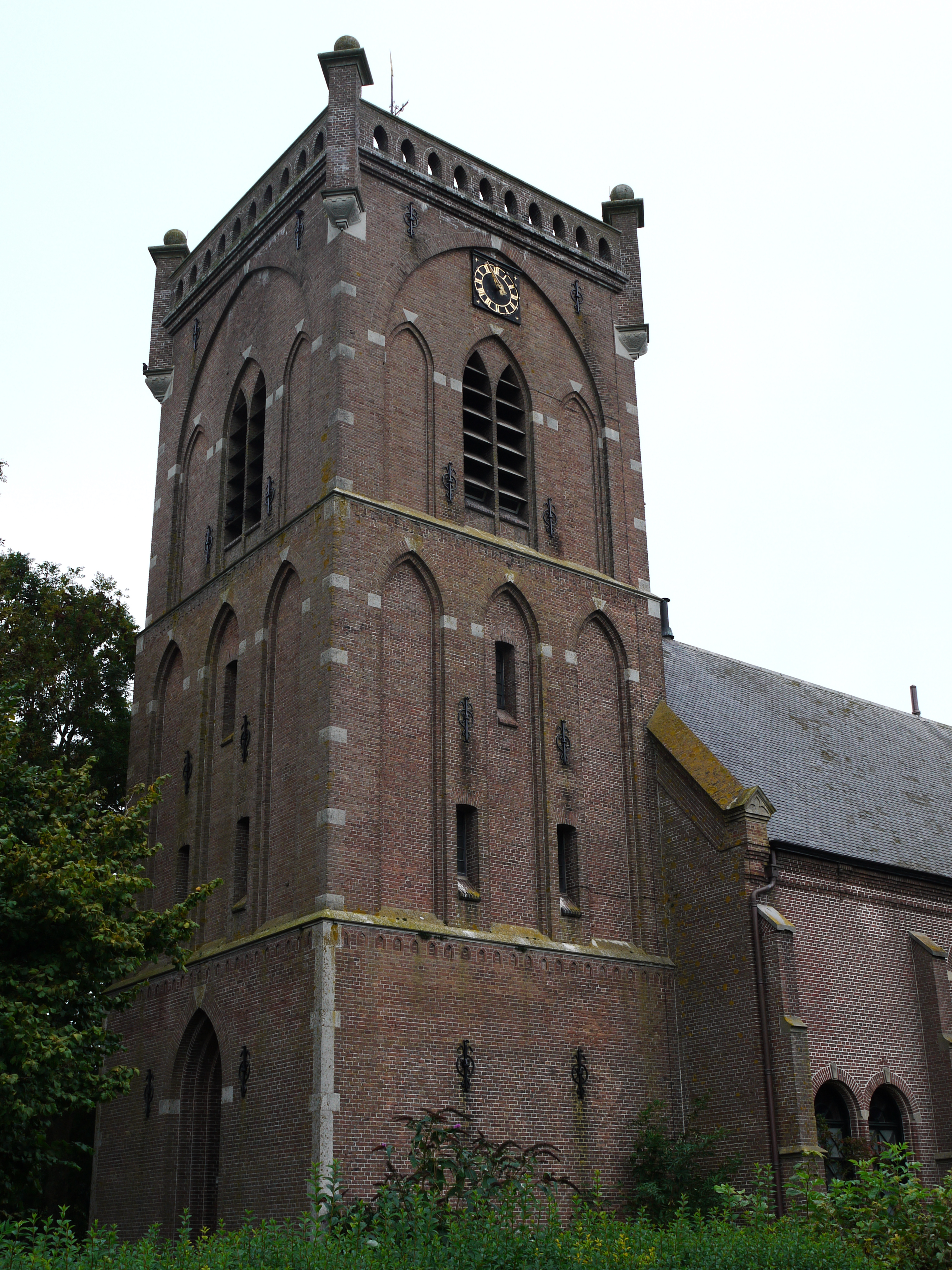
Le clocher de l'église d'Aartswoud.

Aartswoud est un village de la province de Hollande-Septentrionale aux Pays-Bas. Elle fait partie de la commune de Opmeer.
Le district statistique d'Aartswoud (ville et campagne environnante) compte 490 habitants environ (2005).
Un bâtiment bien connu dans le village est l'église réformée de 1884 avec un clocher XVIe siècle. Le herenbank richement sculpté date de 1641 et, selon les armoiries représentées, il appartenait à la famille Soete van Laecken de Zélande. L'orgue a été construit en 1885 par le facteur d'orgues allemand Richard Paul Ibach.
La tradition raconte que le clocher carrée et trapue de l'église servait également de phare. Cela était dû au fait que la côte près d'Aartswoud était réputée pour être très dangereuse. Mais l'usage de ce phare aurait également été fait intentionnellement pour causer des ennuis aux navires. En cas de naufrage, la population du village (connue pour avoir été pauvre) se transformait en redoutable naufrageurs et pouvait alors profiter des marchandises échouées. Des doutes subsistent sur la réalité de cette pratique et sur la fréquence cette méthode de subsistance appliquée par les habitants.
L'un des bâtiments les plus anciens est un ancien café datant du XVe siècle, aujourd'hui utilisé comme habitation. Le café a prospéré pendant la période où Aartswoud était un village vivant de l'industrie de la pèche à la baleine.
La réserve naturelle de Weelpolder est située juste à côté du village. Près d'Aartswoud se trouve également le moulin à vent Westuit Nr. 7.
Le village abrite également le Rundveemuseum, le musée du bétail.

## Toponymie
Le toponyme apparaît en 1319 sous le nom d' Edaertswoud ; ce nom indiquerait qu'il s'agissait de la forêt de la famille ou de la personne Edaert, un nom frison. Plus tard, le nom a été corrompu pour devenir Aertswoud (1450) puis Aertzwoude (1573) jusqu'à l'orthographe actuelle.